# Die schwarze Tulpe (Film)
Die schwarze Tulpe (Originaltitel: La Tulipe noire) ist ein französisch-italienisch-spanischer Mantel-und-Degen-Film von Christian-Jaque aus dem Jahr 1964 mit Alain Delon in einer Doppelrolle. Der Titel des Films ist von dem gleichnamigen Roman von Alexandre Dumas inspiriert; seine Handlung basiert jedoch nicht auf dessen Werk.

## Handlung
Frankreich 1789, die Französische Revolution steht kurz bevor. Der Marquis de Vigogne herrscht mit Willkür und Tyrannei über die Bevölkerung der Provinzstadt Roussillon. Im Volk macht sich bereits eine aufrührerische Stimmung breit. Graf Guillaume de Saint Preux, der als Schürzenjäger bekannt ist und eine Affäre mit der Marquise Catherine de Vigogne hat, nutzt die Lage zu seinem Vorteil aus. Nacht für Nacht beraubt er maskiert als „Schwarze Tulpe“ seine reichen Standesgenossen und versetzt sie in Angst und Schrecken. Im Volk gilt er deshalb als Held und Kämpfer für die gerechte Sache.
Als er beim Duell mit seinem größten Widersacher, dem Polizeichef Baron La Mouche, durch dessen Degen eine markante Wunde im Gesicht erleidet, droht sein Doppelleben bei Hofe aufzufliegen. Um seine Enttarnung zu verhindern, ruft er seinen kleinen Bruder Julien, der ihm zum Verwechseln ähnlich sieht, zu Hilfe. Er bittet ihn darum, ihn bei einem Empfang im Haus des Marquis zu vertreten. Der sanftmütige Julien empfindet die Unterdrückung der kleinen Leute als ungerecht. An diesen Idealismus appellierend, überredet Guillaume ihn, die Rolle für diesen Anlass zu übernehmen. Trotz seiner anfänglichen Tollpatschigkeit, ob beim Reiten – er fällt vom Pferd, als dieses vor dem Kirchenportal beim Glockenläuten scheut, und verletzt sich am Bein – oder bei seinen Versuchen, sich der Avancen der Marquise de Vigogne zu erwehren, gelingt es Julien, seine Umgebung zu täuschen. Caro Plantin, die Tochter eines einfachen Bürgers, verliebt sich in ihn, als sie ihm nach seinem Sturz vom Pferd Erste Hilfe leistet.
Beim Empfang im Haus des Marquis erfährt Julien, dass Prinz Alexandre de Grasillach de Morvan Lobo mit einer Armee auf dem Weg nach Paris ist, um dort auf Seiten des Königs den revolutionären Umtrieben ein Ende zu bereiten. Der Prinz werde zu diesem Zweck mit seinen Truppen am nächsten Tag in der Stadt Quartier nehmen. Mit dieser Nachricht kehrt Julien ins Versteck seines Bruders zurück. Auf seine Frage, was man tun könne, um das Eingreifen der anrückenden Armee in das revolutionäre Geschehen zu verhindern, erklärt ihm Guillaume, was erfolgversprechend wäre, bekennt seinem Bruder gegenüber aber auch, dass er überhaupt kein Interesse an Politik habe. Seine Sympathie für das revolutionäre Volk sei nur ein Vorwand, um seine Raubzüge mit dem Wohlwollen des einfachen Volkes leichter durchführen zu können. So entschließt sich Julien gegen den Rat seines zynischen Bruders dazu, die Rolle der „Schwarzen Tulpe“ weiter zu spielen, während Guillaume sich mit seiner verräterischen Narbe weiterhin versteckt hält.
Mit Hilfe von Caro Plantin und ihrem revolutionären Vater gelingt es Julien, den Prinzen außer Gefecht zu setzen und dessen Armee mit einem Marschbefehl zurück nach Marseille zu schicken. Allerdings kommt ihnen Baron La Mouche mit seinen Gendarmen auf die Schliche und nimmt sie nach einem heftigen Gefecht in ihrem Versteck im Wald fest. Der echte Guillaume befreit Julien des Nachts aus dem Kerker, wird dabei allerdings verletzt und festgenommen, während Julien mit „Voltaire“, dem treuen Pferd seines Bruders, unerkannt fliehen kann. Tags darauf wird Guillaume auf dem Marktplatz vor versammelter Menge mit dem Strick hingerichtet.
Baron La Mouche feiert die Hinrichtung im Haus des Marquis als großen Triumph. Umso mehr schockiert es ihn und die übrigen anwesenden Aristokraten, als dort die „Schwarze Tulpe“, quasi als von den Toten Auferstandener, der eben noch zur Abschreckung am Galgen hing, vor ihnen erscheint. Alle blicken hinaus zum Galgen, wo nun der Marquis hängt. Beflügelt von der Nachricht aus Paris über den erfolgreichen Sturm auf die Bastille, erhebt sich auch das Volk in Roussillon gegen die Adelsherrschaft. Die Adeligen fliehen nun in aller Eile aus der Stadt. Während La Mouche von „Voltaire“ davongejagt wird, lässt Julien im Verbund mit den Bürgern der Stadt alle Gefangenen aus den Kerkern frei. Anschließend feiert das Volk ein fröhliches Fest. Julien will als maskierter Rächer weiterkämpfen, aber nicht um sich selbst zu bereichern wie einst sein Bruder, sondern um das Volk aus der Knechtschaft zu befreien. In Caro hat er dafür die ideale Partnerin gefunden.

## Hintergrund

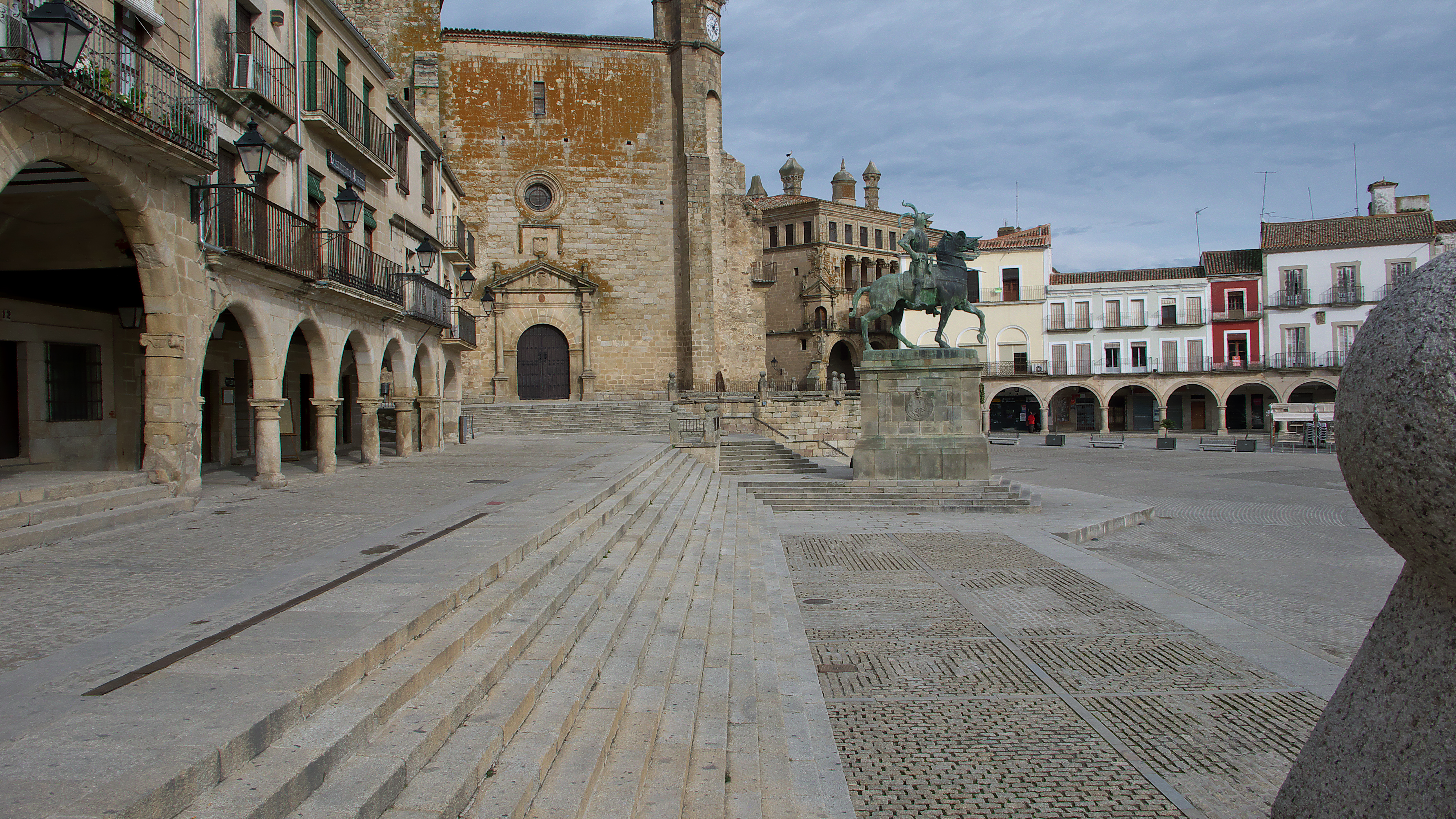
Die Plaza Mayor in Trujillo, ein Drehort des Films

Regisseur Christian-Jaque hatte bereits mit Fanfan, der Husar (1952) einen Klassiker des Genres abgeliefert, der im Originaltitel ebenfalls auf Tulpen anspielt. Hauptdarsteller Alain Delon konnte mit dem Film von 1964 in einer Doppelrolle gleich zwei Seiten seines Images präsentieren – den gutmütigen Liebhaber und den zynischen, kalten Antihelden. 
Die Dreharbeiten fanden in den spanischen Städten Cáceres und Trujillo sowie in Filmstudios in Madrid und Nizza statt. Der Film wurde dabei mittels Superpanorama 70 im teuren und aufwändigen 70-mm-Format gedreht. Am 28. Februar 1964 feierte der Mantel-und-Degen-Film in Frankreich Premiere. Am 6. März 1964 kam Die schwarze Tulpe in die bundesdeutschen Kinos, am 12. November 1965 lief der Film in den Kinos der DDR an. Am 23. Januar 1972 wurde der Film auf DFF 1 erstmals im deutschen Fernsehen gezeigt. 2006 erschien er auf DVD, 2015 auch auf Blu-ray.

## Kritiken
Für das Lexikon des internationalen Films war Die schwarze Tulpe ein „[m]it leichter Hand und voller Ironie nach Motiven von Dumas in Szene gesetztes Mantel-und-Degen-Abenteuer“. Cinema bezeichnete den Film als „[h]errlich respektlose Revolutionsposse“ und „farbenprächtige[n] Mantel-und-Degen-Film mit Alain Delon in einer famosen Doppelrolle“ und „in großer Spiellaune“. Prisma zufolge habe Regisseur Christian-Jaque „das spannende Abenteuer mit viel Witz und Schwung [inszeniert]“.

## Deutsche Fassung
Die deutsche Synchronfassung entstand 1963 bei der Berliner Synchron. Das Dialogbuch schrieb Hans F. Wilhelm, der auch die Synchronregie übernahm.
| Rolle                                            | Darsteller        | Synchronsprecher      |
| ------------------------------------------------ | ----------------- | --------------------- |
| Julien de Saint Preux / Guillaume de Saint Preux | Alain Delon       | Christian Wolff       |
| Caroline „Caro“ Plantin                          | Virna Lisi        | Uta Hallant           |
| Baron La Mouche                                  | Adolfo Marsillach | Harry Wüstenhagen     |
| Marquise Catherine de Vigogne                    | Dawn Addams       | Dagmar Altrichter     |
| Marquis de Vigogne                               | Akim Tamiroff     | Eduard Wandrey        |
| Lisette                                          | Laura Valenzuela  | Christel Merian       |
| Plantin                                          | Francis Blanche   | Fritz Tillmann        |
| Brignon                                          | José Jaspe        | Benno Hoffmann        |
| Prinz Alexandre de Grasillach de Morvan Lobo     | Robert Manuel     | Martin Hirthe         |
| Jean Pierre                                      | Lucien Callamand  | Jochen Schröder       |
| Erzähler                                         | –                 | Gert Günther Hoffmann |